# Tilletia
Genre
Tilletia est un genre de champignons basidiomycètes de la famille des Tilletiaceae.
Ce genre cosmopolite comprend environ 175 espèces. 
Celles-ci sont des champignons phytopathogènes qui affectent diverses espèces de plantes de la famille des Poaceae (graminées) et sont responsables en particulier des caries des céréales. Par exemple, Tilletia indica qui provoque la carie de Karnal du blé et Tilletia horrida responsable du charbon noir du riz, sont des espèces qui ont un impact économique important sur l'agriculture.
Le nom du genre est un hommage à l'agronome français, Mathieu Tillet (1714-1791).

## Liste d'espèces
Selon Catalogue of Life (7 octobre 2014) :
- Tilletia abscondita
- Tilletia acroceratis
- Tilletia aegilopis
- Tilletia aegopogonis
- Tilletia ahmadiana
- Tilletia airae-caespitosae
- Tilletia airina
- Tilletia alopecuri
- Tilletia anthoxanthi
- Tilletia apludae
- Tilletia aristidae
- Tilletia arthraxonis
- Tilletia arundinellae
- Tilletia asperifolia
- Tilletia asperifolioides
- Tilletia australiensis
- Tilletia avenastri
- Tilletia baldratii
- Tilletia bambusae
- Tilletia banarasae
- Tilletia bangalorensis
- Tilletia barclayana
- Tilletia beckerae
- Tilletia belgradensis
- Tilletia biharica
- Tilletia bolayi
- Tilletia boliviana
- Tilletia boliviensis
- Tilletia bornmuelleri
- Tilletia boutelouae
- Tilletia brachiariae
- Tilletia brachypodii-mexicani
- Tilletia brachypodii-ramosi
- Tilletia brefeldii
- Tilletia bromi
- Tilletia bromi-tectorum
- Tilletia bromina
- Tilletia bungalorense
- Tilletia cape-yorkensis
- Tilletia caries
- Tilletia catapodii
- Tilletia cathcartae
- Tilletia cathesteci
- Tilletia cerebrina
- Tilletia challinorae
- Tilletia chiangmaiensis
- Tilletia chionachnes
- Tilletia chloridicola
- Tilletia chrysosplenium
- Tilletia colombiana
- Tilletia controversa
- Tilletia corona
- Tilletia courtetiana
- Tilletia cynodontis
- Tilletia cynosuri
- Tilletia dacamarae
- Tilletia dactyloctenii
- Tilletia decamarae
- Tilletia deyeuxiae
- Tilletia digitariicola
- Tilletia durangensis
- Tilletia earlei
- Tilletia echinochloae
- Tilletia ehrhartae
- Tilletia eleusines
- Tilletia elymandrae
- Tilletia elymi
- Tilletia elymicola
- Tilletia elytrophori
- Tilletia eragrostidis
- Tilletia eragrostiellae
- Tilletia eremopoae
- Tilletia fahrendorfii
- Tilletia festiva
- Tilletia festuca-octoflorana
- Tilletia filisora
- Tilletia flectens
- Tilletia fusca
- Tilletia gigacellularis
- Tilletia goloskokovii
- Tilletia guyotiana
- Tilletia haynaldiae
- Tilletia heterospora
- Tilletia holci
- Tilletia hordei
- Tilletia hordeina
- Tilletia hyparrheniae
- Tilletia hypsophila
- Tilletia imbecillis
- Tilletia indica
- Tilletia inolens
- Tilletia iowensis
- Tilletia isachneicola
- Tilletia isachnes
- Tilletia ischaemi
- Tilletia ixophori
- Tilletia japonica
- Tilletia kenyana
- Tilletia kimberleyensis
- Tilletia kuznetzoviana
- Tilletia lachnagrostidis
- Tilletia laevis
- Tilletia lageniformis
- Tilletia laguri
- Tilletia leptochloae
- Tilletia lepturi
- Tilletia lineata
- Tilletia lolii
- Tilletia lolioli
- Tilletia lycuroides
- Tilletia lyei
- Tilletia maclaganii
- Tilletia macrotuberculata
- Tilletia madeirensis
- Tilletia majuscula
- Tilletia makutensis
- Tilletia mauritiana
- Tilletia melicae
- Tilletia menieri
- Tilletia mexicana
- Tilletia micrairae
- Tilletia microtuberculata
- Tilletia milii-vernalis
- Tilletia montana
- Tilletia montemartinii
- Tilletia muhlenbergiae
- Tilletia narasimhanii
- Tilletia narayanaraoana
- Tilletia narduri
- Tilletia nigrifaciens
- Tilletia obscuroreticulata
- Tilletia oklahomae
- Tilletia olida
- Tilletia opaca
- Tilletia oplismeni-cristati
- Tilletia pachyderma
- Tilletia pallida
- Tilletia palpera
- Tilletia pancicii
- Tilletia panici
- Tilletia panici-humilis
- Tilletia paspali
- Tilletia patagonica
- Tilletia pennisetina
- Tilletia perotidis
- Tilletia phalaridis
- Tilletia polypogonis
- Tilletia poonensis
- Tilletia prostrata
- Tilletia pseudochaetochloae
- Tilletia pseudoraphidis
- Tilletia puccinelliae
- Tilletia puneana
- Tilletia redfieldiae
- Tilletia robeana
- Tilletia rostrariae
- Tilletia rugispora
- Tilletia sabaudiae
- Tilletia salzmannii
- Tilletia savilei
- Tilletia schenckiana
- Tilletia scrobiculata
- Tilletia secalis
- Tilletia sehimatis
- Tilletia sehimicola
- Tilletia separata
- Tilletia serbica
- Tilletia sesleriae
- Tilletia setariae
- Tilletia setariae-palmiflorae
- Tilletia setariae-parviflorae
- Tilletia setariae-pumilae
- Tilletia setariae-viridis
- Tilletia setariicola
- Tilletia shivasii
- Tilletia sleumeri
- Tilletia sphaerocarpa
- Tilletia sphaerococca
- Tilletia sphenopodis
- Tilletia spinulosa
- Tilletia spodiopogonis
- Tilletia sporoboli
- Tilletia sterilis
- Tilletia subfusca
- Tilletia sumatii
- Tilletia taiana
- Tilletia tanzanica
- Tilletia texana
- Tilletia thailandica
- Tilletia themedae-anatherae
- Tilletia themedicola
- Tilletia thirumalacharii
- Tilletia togwateei
- Tilletia trachypogonis
- Tilletia transiliensis
- Tilletia transvaalensis
- Tilletia tripogonis
- Tilletia tritici-repentis
- Tilletia triticina
- Tilletia tuberculata
- Tilletia tumefaciens
- Tilletia vankyi
- Tilletia velenovskyi
- Tilletia verrucosa
- Tilletia vetiveriae
- Tilletia viennotii
- Tilletia vittata
- Tilletia walkeri
- Tilletia whiteochloae
- Tilletia wilcoxiana
- Tilletia xerochloae
- Tilletia yakirrae
- Tilletia youngii
- Tilletia zonata
- Tilletia zundelii

Selon Index Fungorum (7 octobre 2014) :
- Tilletia abscondita Syd. & P. Syd. 1903
- Tilletia acroceratis Vánky 2004
- Tilletia aculeata Ule 1886
- Tilletia aegilopis Golovin 1952
- Tilletia aegopogonis Durán 1971
- Tilletia ahmadiana Pavgi & Mundk. 1949
- Tilletia airae A. Blytt 1896
- Tilletia airae-caespitosae Lindr. 1904
- Tilletia airina Syd. 1937
- Tilletia alopecuri (Sawada) L. Ling 1949
- Tilletia anthoxanthi A. Blytt 1896
- Tilletia apludae Thirum. & Mishra 1953
- Tilletia aristidae Vánky 2002
- Tilletia arthraxonis A.R. Patil, T.M. Patil & M.S. Patil 2006
- Tilletia arundinellae L. Ling 1945
- Tilletia asperifolia Ellis & Everh. 1887
- Tilletia asperifolioides G.W. Fisch. 1952
- Tilletia atacamensis Hirschh. 1986
- Tilletia australiensis R.G. Shivas, Cother, G.J. Ash, Jane D. Ray & Vánky 2008
- Tilletia avenae Ule 1886
- Tilletia avenastri Vánky 2011
- Tilletia baldratii Montem. 1934
- Tilletia bambusae Thirum. & Pavgi 1968
- Tilletia banarasae Pavgi & Thirum. 1956
- Tilletia bangalorensis Pavgi & Thirum. 1956
- Tilletia barclayana (Bref.) Sacc. & P. Syd. 1899
- Tilletia beckerae (Henn.) Vánky 2007
- Tilletia belgradensis Magnus 1908
- Tilletia berkeleyi Massee 1899
- Tilletia biharica Thirum. & Pavgi 1953
- Tilletia bolayi H. Zogg 1972
- Tilletia boliviana M. Piepenbr. 2001
- Tilletia boliviensis Liro 1939
- Tilletia bornmuelleri Magnus 1903
- Tilletia boutelouae Durán 1987
- Tilletia brachiariae (Pavgi & Thirum.) Vánky 1997
- Tilletia brachypodii-mexicani Vánky 1995
- Tilletia brachypodii-ramosi H. Zogg 1967
- Tilletia brefeldii Vánky 2004
- Tilletia brizae Ule 1884
- Tilletia bromi (Brockm.) Nannf. 1959
- Tilletia bromi-tectorum Urries 1943
- Tilletia bromina Maire 1929
- Tilletia bungalorense Thirum. & Pavgi 1956
- Tilletia calospora Pass. 1877
- Tilletia cape-yorkensis Vánky & R.G. Shivas 2003
- Tilletia caries (DC.) Tul. & C. Tul. 1847
- Tilletia catapodii H. Scholz & Vánky 2001
- Tilletia cathcartae Durán & G.W. Fisch. 1961
- Tilletia cathesteci (Henn.) G.P. Clinton 1904
- Tilletia cerebrina Ellis & Everh. 1887
- Tilletia challinorae McTaggart & R.G. Shivas 2009
- Tilletia chiangmaiensis R.G. Shivas, Vánky & Athip. 2006
- Tilletia chionachnes Vánky, C. Vánky & R.G. Shivas 2001
- Tilletia chloridicola Cif. 1928
- Tilletia chrysosplenium Höhn. 1904
- Tilletia colombiana Vánky 1995
- Tilletia controversa J.G. Kühn 1874
- Tilletia corona Scribn. 1896
- Tilletia courtetiana Har. & Pat. 1909
- Tilletia courtiana Har. & Pat.
- Tilletia cynodontis Vánky 2001
- Tilletia cynosuri Massenot 1955
- Tilletia dacamarae Unamuno 1942
- Tilletia dactyloctenii Vánky 1995
- Tilletia decamarae Unamuno 1940
- Tilletia destruens Lév. 1848
- Tilletia deyeuxiae L. Ling 1945
- Tilletia digitariicola Pavgi & Thirum. 1952
- Tilletia durangensis Durán 1971
- Tilletia earlei Griffiths 1902
- Tilletia echinochloae Lavrov 1951
- Tilletia ehrhartae P.H.B. Talbot 1958
- Tilletia eleusines Syd. 1934
- Tilletia elymandrae Vienn.-Bourg. 1958
- Tilletia elymi Dietel & Holw. 1894
- Tilletia elymicola Lavrov 1937
- Tilletia elytrophori Dennis 1950
- Tilletia endophylla de Bary 1863
- Tilletia eragrostidis G.P. Clinton & Ricker 1905
- Tilletia eragrostiellae Vánky, C. Vánky & N.D. Sharma 1995
- Tilletia eremopoae Vánky & H. Scholz 2001
- Tilletia fahrendorfii Vienn.-Bourg. 1938
- Tilletia festiva Syd. & P. Syd. 1912
- Tilletia festuca-octoflorana Zundel 1942
- Tilletia filisora R.G. Shivas, Vánky & Athip. 2006
- Tilletia fischeri Gandhe 2011
- Tilletia flectens Lagerh. 1899
- Tilletia fusca Ellis & Everh. 1887
- Tilletia georfischeri Hirschh. 1986
- Tilletia gigacellularis Vánky 2004
- Tilletia glomerulata Cocc. & Morini 1883
- Tilletia goloskokovii Schwarzman 1960
- Tilletia guyotiana Har. 1900
- Tilletia haynaldiae Maire 1927
- Tilletia heterospora (Henn.) Zundel 1938
- Tilletia holci (Westend.) J. Schröt. 1877
- Tilletia hordei Körn. 1877
- Tilletia hordeina Ranoj. 1914
- Tilletia hyparrheniae L. Ling 1953
- Tilletia hypsophila Speg. 1902
- Tilletia imbecillis Vánky 2004
- Tilletia indica Mitra 1931
- Tilletia inolens McAlpine 1896
- Tilletia intermedia (Gassner) Săvul. 1956
- Tilletia intermedia Gassner 1942
- Tilletia iowensis (H.H. Hume & Hodson) Cif. 1963
- Tilletia isachneicola R.G. Shivas, Athip. & McTaggart 2008
- Tilletia isachnes A.R. Patil, T.M. Patil & M.S. Patil 2006
- Tilletia ischaemi Vánky & N.D. Sharma 2001
- Tilletia ixophori Durán 1987
- Tilletia japonica (Vánky) Denchev 2008
- Tilletia kenyana Vánky 2004
- Tilletia kimberleyensis Vánky & R.G. Shivas 2001
- Tilletia kuznetzoviana Schwarzman 1960
- Tilletia lachnagrostidis Vánky & R.G. Shivas 2007
- Tilletia laevis J.G. Kühn 1873
- Tilletia lageniformis Vánky, C. Vánky, R.G. Shivas & Athip. 2006
- Tilletia laguri Gui M. Zhang, G.X. Lin & J.R. Deng 1995
- Tilletia leptochloae Thirum. & Pavgi 1969
- Tilletia leptochloae-uniflorae Vánky 2006
- Tilletia lepturi Sigr. 1941
- Tilletia lepturi Sigr. ex Cif. 1963
- Tilletia lineata R.G. Shivas & Vánky 2001
- Tilletia lolii Auersw. 1854
- Tilletia lolii Auersw. ex G. Winter 1881
- Tilletia lolioli Vánky, Carris, Castl. & H. Scholz 2005
- Tilletia lycuroides Durán & J.F. Hennen 1979
- Tilletia lyei Vánky 2004
- Tilletia maclaganii (Berk.) G.P. Clinton 1902
- Tilletia macrotuberculata Durán 1987
- Tilletia madeirensis Syd. 1937
- Tilletia majuscula R.G. Shivas & McTaggart 2008
- Tilletia makutensis Thirum. & Safeeulla 1951
- Tilletia mauritiana Vánky 2002
- Tilletia melicae Vánky 2007
- Tilletia menieri Har. & Pat. 1904
- Tilletia mexicana Vánky 2005
- Tilletia micrairae R.G. Shivas, M.D. Barrett, R.L. Barrett & McTaggart 2009
- Tilletia microtuberculata Vánky 2004
- Tilletia milii Liro 1935
- Tilletia milii-vernalis Liro 1939
- Tilletia montana Ellis & Everh. 1887
- Tilletia montemartinii Canonaco 1936
- Tilletia muhlenbergiae G.P. Clinton 1906
- Tilletia narasimhanii Thirum. & Safeeulla 1951
- Tilletia narayanaraoana Mundk. & Thirum. 1951
- Tilletia narduri Unamuno 1933
- Tilletia nigrifaciens Langdon & Boughton 1978
- Tilletia obscuroreticulata Durán 1987
- Tilletia oklahomae Zundel 1939

Selon ITIS (7 octobre 2014) :
- Tilletia caries (DC.) Tul. & C. Tul.

Selon NCBI (7 octobre 2014) :
- Tilletia aegopogonis
- Tilletia anthoxanthi
- Tilletia asperifolia
- Tilletia ayresii
- Tilletia barclayana
- Tilletia bornmuelleri
- Tilletia boutelouae
- Tilletia brevifaciens
- Tilletia bromi
- Tilletia buchloeana
- Tilletia caries
- Tilletia caries x Tilletia laevis
- Tilletia cerebrina
- Tilletia challinorae
- Tilletia chionachnes
- Tilletia controversa
- Tilletia ehrhartae
- Tilletia elymi
- Tilletia eremopoae
- Tilletia fusca
- Tilletia goloskokovii
- Tilletia holci
- Tilletia horrida
- Tilletia hyalospora
- Tilletia indica
- Tilletia iowensis
- Tilletia ixophori
- Tilletia kimberleyensis
- Tilletia laevis
- Tilletia laguri
- Tilletia lolii
- Tilletia lolioli
- Tilletia lycuroides
- Tilletia maclaganii
- Tilletia menieri
- Tilletia micrairae
- Tilletia moliniae
- Tilletia narayanaraoana
- Tilletia nigrifaciens
- Tilletia obscuroreticulata
- Tilletia olida
- Tilletia opaca
- Tilletia polypogonis
- Tilletia puccinelliae
- Tilletia pulcherrima
- Tilletia rugispora
- Tilletia savilei
- Tilletia secalis
- Tilletia setariae
- Tilletia sphaerococca
- Tilletia sterilis
- Tilletia sumatii
- Tilletia togwateei
- Tilletia trabuti
- Tilletia trachypogonis
- Tilletia triticoides
- Tilletia vankyi
- Tilletia vittata
- Tilletia walkeri
- Tilletia whiteochloae